# Alexis Manenti
Alexis Manenti, né le 12 février 1982, est un acteur et scénariste français.

## Biographie
D'origine corse et serbe, Alexis Manenti grandit à Paris et commence sa carrière dans le collectif Kourtrajmé en tournant dans les premiers courts métrages de Kim Chapiron et Romain Gavras.
Au cinéma, il est mis en scène par Fred Cavayé (Mea Culpa), Arnaud des Pallières (Orpheline), Fanny Ardant (Le Divan de Staline), Romain Gavras (Le monde est à toi).
En 2017, il coécrit avec Ladj Ly le court métrage Les Misérables dans lequel il interprète le personnage de Chris, flic de la brigade anti-criminalité à Montfermeil. Le film est nommé au César du meilleur court-métrage.
En 2019, aidé de Giordano Gederlini à l'écriture du scénario, le court métrage devient un long métrage et Les Misérables remporte le prix du Jury au festival de Cannes 2019,. Avec ce film, il reçoit le César du meilleur espoir masculin 2020.
En février 2024, à la suite des accusations d'agressions sexuelles, par plusieurs actrices, à l'encontre de Jacques Doillon, réalisateur de CE2, Alexis Manenti indique qu'il ne va pas assurer la promotion du film : « au vu de la gravité des accusations portées ».

## Filmographie

### Cinema

#### Longs métrages
- 2014 : Mea Culpa de Fred Cavayé : Slobodan
- 2015 : Vicky de Denis Imbert : Christophe, régisseur théâtre
- 2016 : Voir du pays de Delphine Coulin et Muriel Coulin : Jonathan
- 2017 : Le Divan de Staline de Fanny Ardant : Tchirikov
- 2017 : Épouse-moi mon pote de Tarek Boudali : Chris
- 2018 : 9 doigts de F. J. Ossang : Springer
- 2018 : Dans la brume de Daniel Roby : le policier ivre
- 2018 : Le monde est à toi de Romain Gavras : le chauffeur Uber
- 2019 : Les Misérables de Ladj Ly : Chris
- 2020 : K contraire de Sarah Marx : David
- 2020 : Poissonsexe d'Olivier Babinet : Éric
- 2021 : Les Méchants de Mouloud Achour et Dominique Baumard : Alex
- 2022 : Dalva d'Emmanuelle Nicot : Jayden Dorkel, l'éducateur
- 2022 : Athéna de Romain Gavras : Sébastien
- 2022 : Enquête sur un scandale d'État de Thierry de Peretti : Alexis Novinard
- 2023 : Le Ravissement d'Iris Kaltenbäck : Milos
- 2023 : Bâtiment 5 de Ladj Ly : Pierre Forges
- 2023 : L'Affaire Vinča Curie de Dragan Bjelogrlić : Georges Mathé
- 2023 : Roqya de Saïd Belktibia : le Père Sébastien, exorciste
- 2024 : Diamant brut d'Agathe Riedinger : Nathan
- 2024 : CE2 de Jacques Doillon : Gérald, le père de Kevin
- 2024 : Karmapolice de Julien Paolini : Poulet
- 2024 : À son image de Thierry de Peretti : Dragan
- 2024 : Le Mohican de Frédéric Farrucci : Joseph
- 2024 : Le Dossier Maldoror de Fabrice du Welz : Luis Catano
- 2025 : Ad vitam de Rodolphe Lauga : Nico
- 2025 : Banger de So Me : Molotov

#### Courts métrages
- 2002 : Easy Pizza Riderz de Romain Gavras
- 2004 : Désir dans l'espace qu'il coréalise avec Kim Chapiron
- 2011 : L'Intruse de Maxime Giffard : Ben
- 2014 : Anti-trente d'Oxmo Puccino
- 2015 : Violence en réunion de Karim Boukercha : le premier policier
- 2015 : Ghettotube de Said Belktibia :
- 2017 : Les Misérables de Ladj Ly : Chris
- 2018 : Le Discours d'acceptation glorieux de Nicolas Chauvin de Benjamin Crotty : Nicolas Chauvin
- 2018 : De particulier à particulier de Julien Sauvadon : Stéphane
- 2018 : J’attends Jupiter d'Agathe Riedinger : le petit ami
- 2019 : Les Extraordinaires mésaventures de la jeune fille de pierre de Gabriel Abrantes : Jean-Jacques (voix)
- 2019 : Près d'une étoile de Jamel Zaouche : Cédric
- 2020 : Mab an Tarz : fils de l'écume de Théo Jourdain : Thomas
- 2020 : Lady Dallas de Laurent Lunetta
- 2022 : More than Living d'Aleksandra Lazarovski : Nikola
- 2023 : Dérive de Fanny Chesnel
- 2024 : L'Homme qui ne se taisait pas (Covjek kiji nije mogao sutjeti) de Nebojša Slijepčević : le soldat blond

### Télévision

#### Séries télévisées
- 2015 : Panthers, épisodes 1 et 3 (mini-série) : Rajko Popovic
- 2015 / 2018 : Petits Meurtres d'Agatha Christie : David Krepps
- 2018 : 1918-1939 : Les Rêves brisés de l'entre-deux-guerres : Dragui
- 2019 : Une île : Victor
- 2020 : The Eddy : Zijvko
- 2020 : Clothilde fait un film, épisode 8 Casting (Partie 2) de Dominique Baumard (mini-série)
- 2021 : 6 x Confiné.e.s, épisode 5 Le Casse du siècle de Saïd Belktibia : Marrakech
- 2024 : Une amie dévouée de Just Philippot (mini-série) : Nicolas

### Scénariste
- 2017 : Les Misérables de Ladj Ly (court-métrage)
- 2019 : Les Misérables de Ladj Ly
- 2022 : Tête de brique de lui-même (court-métrage)

### Réalisateur
- 2004 : Désir dans l'espace coréalisé avec Kim Chapiron (court-métrage)
- 2022 : Tête de brique (court-métrage)

## Distinctions

### Récompenses
- Festival Côté court de Pantin 2019 : prix d'interprétation masculine pour Le Discours d'acceptation glorieux de Nicolas Chauvin[7]
- Lumières de la presse internationale 2020 :
  - Meilleur espoir masculin pour Les Misérables
  - Meilleur scénario  pour Les Misérables
- César 2020 : meilleur espoir masculin pour Les Misérables[8]

### Nominations
- Prix du cinéma européen 2019 : meilleur scénariste  pour Les Misérables
- César 2020 : meilleur scénario original pour Les Misérables